# Johan Georg Lange
Johan Georg Lange Jr., född 1722, död 1792, var en svensk boktryckare och förläggare i Göteborg. 
Johan Georg Lang var dotterson till Göteborgs första boktryckare, Amund Nilsson Grewe.1749 initierade Johan Georg Lange Götheborgs Weko-lista, Göteborgs första tidning, som gavs ut fram till och med 1757.
Lange handlade med äldre svenska böcker och utländska böcker från 1759. Efter hans död drevs verksamheten vidare av hans änka Maria Susanna Lange (1732-1813) fram till 1806.

## Böcker som tryckts hos J G Lange
- HYPHOFF, ELISAEUS. Kort inledning til den gamla och nya swenska historien,, 1757 (Originalupplagan 1731 är tryckt hos Henrik C Merckells Enkja)
- Then Swenska Psalmboken, tryckt 1761
- Then Swenska Psalmboken, tryckt 1767
- Then Swenska Prof-psalmboken sednare samlingen.., tryckt 1767 i Stockholm
- Historia om Grönland [microform] : deruti landet och dess inbyggare [et]c. i synnerhet Evangeliska Brödra-Församlingens där warande mission, och dess förrättningar i Ny-Herrnhut och Lichtenfels beskrifwas, Cranz, David, 1723-1777, tryckt 1770
- Fortsaetthing af historien om Groenland [microform] : i sonnerhaet af evangeliska broedra-foersamlingens daer warende missionars foerraettningar i Ny-Herrnhut och Lichtenfels infr an ar 1763 til 1768, jemta betydeliga anmaerkningar och tiloekningar : roerande landets naturel-historia, tryckt 1770
- BIBLIA, Thet är all Then Heliga Skrift, Gamla och Nya Testamentens, på Swensko: .., flera utgåvor: 1752, 1754, 1760, 1764 (3:e uppl), 1768, 1776 (4:e uppl), 1778, 1782
- Mappa geographica scelestinae, eller Stora skälms-landets geographiska beskrifning, tryckt 1789, skämtkarta
- Förlags catalogus, eller Förteckning på allehanda oinbundne böcker och tractater, som finnas til köps hos Johan Georg Lange i Stockholm., Tryckt år 1791 (se http://books.google.se/books/about/F%C3%B6rlags_catalogus_eller_F%C3%B6rteckning_p.html?id=ICm3MQAACAAJ&redir_esc=y)
- I Libris katalog finns 769 böcker tryckta hos J G Lange